# Joanna Niećko

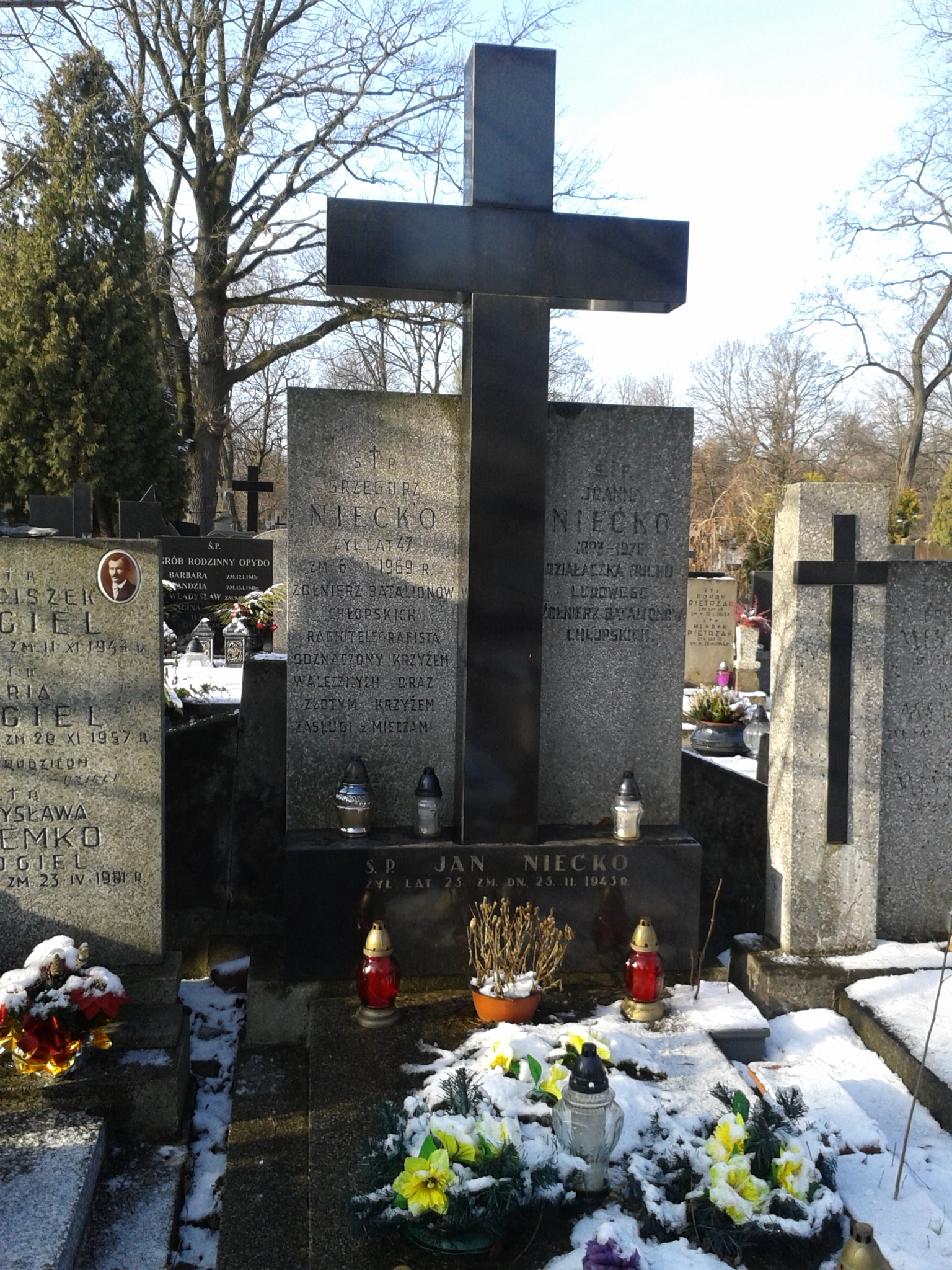
Grób Joanny Niećko na cmentarzu Bródnowskim

Joanna Niećko z domu Błażejczyk (ur. 19 sierpnia 1893 w Kamionce, zm. 22 września 1976 w Warszawie) – polska działaczka ruchu ludowego, żona Józefa Niećki.

## Życiorys
Po ukończeniu szkoły elementarnej uczyła się w szkole rolno-gospodarczej w Kruszynku, którą ukończyła w 1912. Podczas I wojny światowej wstąpiła w szeregi Ligi Kobiet Pogotowia Wojennego, w 1919 poślubiła Józefa Niećkę i razem z nim zamieszkała w Warszawie. Działała w organizacjach ludowych Drużyna, Nasza Drużyna, Siew, oraz w Związku Młodzieży Wiejskiej RP „Wici”, była członkiem zorganizowanego przez Polskiej Partii Socjalistycznej Klubu Kobiet Pracujących. Podczas II wojny światowej w jej mieszkaniu w Międzylesiu organizowano szkolenie żołnierzy Batalionów Chłopskich, od 1943 była łączniczką Centralnego Kierownictwa Ruchu Ludowego i Komendy Głównej Batalionów Chłopskich, używała wówczas pseudonimu Jadwiga Wrotkowska lub Kasia. Po 1945 była członkiem Zarządu Głównego Chłopskiego Towarzystwa Przyjaciół Dzieci na następnie od 1949 Towarzystwa Przyjaciół Dzieci.
Została pochowana na cmentarzu Bródnowskim (kw. 12B, rząd III, grób 23).

## Odznaczenia
- Krzyż Kawalerski Orderu Odrodzenia Polski;
- Krzyż Grunwaldu;
- Krzyż Partyzancki.